# Soufiane Rahimi
Soufiane Rahimi (arab. ‏سفيان رحيمي‎; ur. 2 czerwca 1996 w Casablance) – marokański piłkarz, grający na pozycji lewego napastnika. W sezonie 2021/2022 zawodnik Al-Ain FC. Reprezentant kraju.

## Kariera klubowa
Wychowanek Rai Casablanca.
Zanim dołączył do pierwszego zespołu, grał przez sezon 2017/2018 w Étoile Casablanca.
Do pierwszego zespołu dołączył 1 lipca 2018 roku. Zadebiutował tam 18 lipca 2018 roku w meczu Afrykańskiego Pucharu Konfederacji przeciwko ASEC Mimosas, wygranym 0:1. W tym meczu Soufiane Rahimi zaliczył swoją pierwszą asystę, asystował przy golu w 73. minucie. Pierwszą bramkę strzelił w tych samych rozgrywkach, 28 sierpnia 2018 roku w meczu przeciwko Aduana Stars FC, wygranym 6:0. Soufiane Rahimi do siatki trafił w 33. minucie. W sezonie 2018/2019 rozegrał  26 meczów i strzelił 6 goli, w sezonie 2019/2020 28 meczów i 10 goli. W 2018 roku zdobył z Rają Afrykański Puchar Konfederacji, w sezonie 2018/2019 Afrykański Super Puchar, a w sezonie 2019/2020 mistrzostwo kraju. Łącznie do 29 maja 2021 roku rozegrał 83 ligowe mecze, strzelił 30 bramek i 26 razy asystował.
24 sierpnia 2021 roku przeniósł się za kwotę 2,57 mln euro do Al-Ain FC. W emirackim zespole zadebiutował 11 września 2021 roku w meczu przeciwko Baniyas SC, wygranym 0:1. W debiucie asystował przy jedynym golu w  11. minucie. Pierwszego gola strzelił 6 dni później, w meczu przeciwko Ittihadowi Kalba, wygranym 4:1. Soufiane Rahimi najpierw strzelił gola w 2. minucie, a następnie w 26. minucie asystował przy trafieniu na 3:0. Łącznie do 20 grudnia 2021 roku zagrał w 10 meczach (8 ligowych), strzelił 5 goli (4 w lidze) i zanotował 6 asyst (wszystkie w lidze).

## Kariera reprezentacyjna
Soufiane Rahimi zadebiutował w reprezentacji 18 stycznia 2021 roku w meczu przeciwko Togo, wygranym 1:0. Pierwszą bramkę strzelił 8 dni później, w meczu przeciwko Ugandzie, wygranym 2:5.  Soufiane Rahimi trafiał do siatki w 51. i 80. minucie. Do 20 grudnia 2021 roku rozegrał 12 meczów i strzelił 6 bramek.

## Życie prywatne
Ma brata Houssine, również piłkarza.